# Ellabella editha
Ellabella editha is een vlinder uit de familie van de Copromorphidae. De wetenschappelijke naam van de soort is voor het eerst geldig gepubliceerd in 1925 door Busck.